# Ctenotus pantherinus
Ctenotus pantherinus är en ödleart som beskrevs av  Peters 1866. Ctenotus pantherinus ingår i släktet Ctenotus och familjen skinkar.

## Underarter
Arten delas in i följande underarter:
- C. p. acripes
- C. p. calx
- C. p. ocellifer
- C. p. pantherinus